# .300 AAC Blackout
O .300 AAC Blackout (designado como 300 BLK pela SAAMI e 300 AAC Blackout pela C.I.P.), também conhecido como 7,62×35mm, é um cartucho intermediário desenvolvido nos Estados Unidos pela Advanced Armament Corporation (AAC), para uso na plataforma M4. Seu objetivo é atingir balística semelhante ao cartucho de 7,62x39mm, ou ainda mais similarmente ao cartucho 7,92×33mm Kurz em um AR-15 enquanto utiliza carregadores STANAG em suas capacidades normais. A munição 300 BLK não pode ser usada em rifles projetados para o cartucho 7,62×40mm Wilson Tactical. É derivado principalmente do conceito do .300 Whisper, mas difere por ter sido submetido ao SAAMI.

## Histórico
Embora o 5,56×45mm NATO tenha aproveitado de ampla aceitação nos círculos militares, a natureza das missões encontradas por alguns grupos de operações especiais muitas vezes exige uma munição que forneça melhor desempenho do que o disponível nas munições de alta energia, velocidade padrão e desempenho subsônico maior que a munição padrão de 9mm (onipresente em pistolas e submetralhadoras).
Para atender a essa demanda, a AAC desenvolveu o .300 AAC Blackout em cooperação com a "Remington Defense". O novo cartucho foi projetado para resolver muitas das desvantagens inerentes a outros cartuchos de grande calibre usados na plataforma AR. A Colt Firearms e outros fabricantes de armas já haviam adaptado fuzis da plataforma AR para várias munições de calibre .30, mas encontraram problemas. No caso do 7,62x39mm, seu ângulo relativamente alto causou problemas de alimentação, a menos que carregadores AK-47 especialmente modificados fossem usados, e mesmo assim os resultados foram insatisfatórios. Ferrolhos modificados também foram necessários devido ao seu diâmetro de "cabeça" de estojo maior. Cartuchos como o 6,8 SPC e 6,5 Grendel tiveram problemas de intercambialidade de peças semelhantes, mas permitiram o uso de carregadores STANAG, embora com uma capacidade reduzida.
Cartuchos wildcat, como a série .300 Whisper, tratou desses problemas, mas seu uso difundido em pistolas de tiro único e a falta de dimensão de cartucho padrão da indústria significava que um grande número de cargas populares nas extremidades supersônica e subsônica do espectro eram menores que o ideal nas armas de padrão AR. Muitas dessas munições exigiam um cartucho de comprimento total excessivamente longo que proibiria a alimentação em um carregador STANAG ao usar cargas de pólvora que não fossem compatíveis com os requisitos de pressão da carabina M4. Isso era particularmente perceptível ao usar munição subsônica em conjunto com um silenciador, pois disparos fracos e incrustações excessivas ocorriam de maneira semelhante ao que foi visto nas primeiras variantes do M16 no Vietnã.
Ao manter a plataforma AR em mente como a hospedeira principal durante o desenvolvimento da carga, os projetistas puderam trabalhar com uma série de cartuchos que não apenas satisfizeram os requisitos balísticos estabelecidos, mas também garantiram a confiabilidade mecânica com o mínimo de alterações na própria arma - com apenas uma simples troca de cano necessária para a conversão completa.

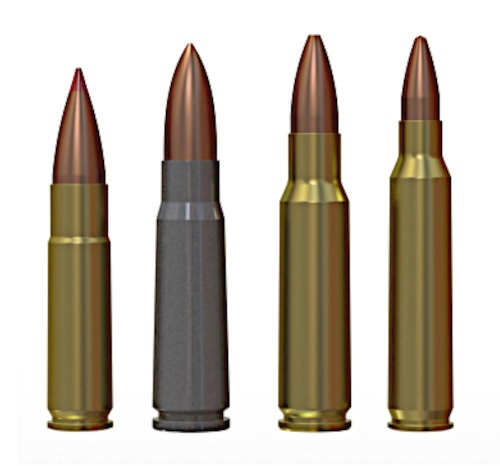
O .300 AAC Blackout (7,62×35mm) comparado ao 7,62x39mm, 6,8 SPC, e 5,56mm.

Robert Silvers, diretor de pesquisa e desenvolvimento da AAC disse: “Começamos o desenvolvimento em 2009, mas a maior parte do trabalho foi feito em 2010. Um cliente militar queria uma maneira de disparar projéteis calibre .30 a partir de uma plataforma M4 ao usar ferrolhos e carregadores padrão e sem perder a capacidade total de 30 cartuchos dos carregadores padrão. Eles também queriam uma fonte de munição feita de acordo com suas especificações. Não poderíamos ter usado apenas .300-221 ou o .300 Whisper porque a Remington é uma empresa SAAMI, e só poderia utilizar munição cujo cartucho seja padrão SAAMI. Tivemos que pegar o conceito do Wildcat .300-221, determinar as especificações finais para ele e enviá-lo à SAAMI. Fizemos isso e o chamamos de .300 AAC Blackout (.300 BLK)”.
O .300 AAC Blackout foi aprovado pela SAAMI em 20 de janeiro de 2011 e pelo C.I.P. em 19 de maio de 2015.
Em 23 de outubro de 2011, o SSG Daniel Horner do USAMU usou o .300 AAC Blackout para ganhar seu quarto USPSA "Multigun National Championship".

## Dimensões

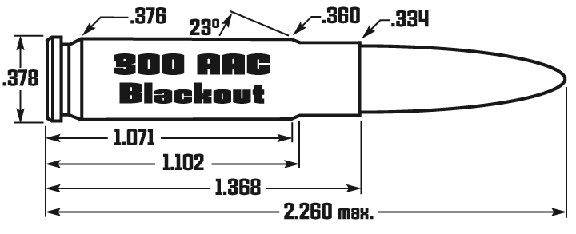